# هوش: شناخته‌ها و ناشناخته‌ها
هوش: شناخته‌ها و ناشناخته‌ها (انگلیسی: Intelligence: Knowns and Unknowns) گزارشی است که در سال ۱۹۹۵ توسط یک کارگروه ایجاد شده توسط هیئت امور علمی انجمن روان‌شناسی آمریکا (APA) صادر شده‌است. متعاقباً در شماره فوریه ۱۹۹۶ داوری همتا مجله روان‌شناس آمریکایی منتشر شد. این گزارش بیان کرد که نظریه‌های مختلفی از هوش ارائه شده و بسیاری از سوالات هنوز بی‌پاسخ مانده‌است.